# Sovrani di Serbia

Stemma dei sovrani di Serbia.

Questo è un elenco di sovrani della Serbia e degli stati preunitari in cui era diviso il popolo serbo.

## Arconti dei Serbi
I primi capi della popolazione serba e del principato esistito tra l'VIII secolo e il 969 circa si definivano "veliki župani" (gran zupani) o "arhonti" (arconti, titolo di derivazione greco-bizantina), spesso resi in occidente come principi o gran principi.
| Nome | Regno           | Note |
| --- | --------------- | --- |
| Arconte sconosciuto | floruit 610–641 | Uno dei due figli di un re dei Serbi bianchi (probabilmente Dervan). Secondo il De administrando imperio gli fu concesso di insediarsi nei territori bizantini dopo aver aiutato l'imperatore Eraclio I a respingere l'invasione degli Avari attorno al 629 |
| Due o tre generazioni senza informazioni |                 | |
| Viseslao | circa 780       | Župan di Neretva e delle regioni di regione di Tara, Piva e Lim. Unì le tribù serbe formando il primo stato unitario, divenendone veliki župan / arconte |
| Radoslao | Prima del 830   | Figlio di Višeslav. Lui o suo figlio Prosigoj, visse durante la rivolta di Ljudevit Posavski contro i Franchi (circa 819–822) descritta negli Annales Regni Francorum nell'ultimo periodo prima delle ostilità col Khanato bulgaro |
| Prosigoj | Prima del 830   | Figlio di Višeslav. Lui o suo figlio Prosigoj, visse durante la rivolta di Ljudevit Posavski contro i Franchi (circa 819–822) descritta negli Annales Regni Francorum nell'ultimo periodo prima delle ostilità col Khanato bulgaro |
| Vlastimiro | circa 830-850   | Figlio di Prosigoj. Eponimo della dinastia Vlastimirović. Formò una nuova coalizione serba con la quale riuscì a respingere gli attacchi bulgari. Ebbe tre figli (Mutimir, Strojimir e Gojnik) e una figlia data in sposa a Krajina Belojević, a cui diede la Travunia |
| Mutimiro | 850-891         | Primogenito di Vlastimir. Respinse gli attacchi di Boris I di Bulgaria dal quale esiliò i suoi sue fratelli minori che dopo alcuni anni si ribellarono contro di lui. Favorì la cristianizzazione dei serbi e fondò la Eparchia di Ras nel 871 |
| Pribislavo | 891-892         | Primogenito di Mutimir. Governò brevemente prima che suo cugino Petar Gojniković tornò e lo sconfisse. Pribislavo fuggì con i fratelli Bran e Stefano e il figlio Zaharije nel principato di Croazia |
| Petar Gojniković | 892-917         | Figlio di Gojnik nel 870 circa. Tornò dall'esilio e depose Pribislavo nel 892. Riconquistò la Bosnia e gran parte della Zaclumia e annesse la Pagania. Nel 917 cadde in una trappola di Simeone I, fu catturato e portato in Bulgaria, dove morì l'anno successivo |
| Pavle Branović | 917-921         | Figlio di Bran Mutimirović, nato tra il 870 e il 874. Fu sconfitto dopo aver attaccato Petar, ma quando quest'ultimo fu deposto, Pavle salì al trono. Sconfisse Zaharija, figlio Pribislavo, spedito dai Bizantini nel 920. Inizialmente fu un vassallo di Simeone I di Bulgaria per passare sotto i Bizantini. Nel 921 sconfisse di nuovo Zaharija, ora spedito dai Bulgari                                                                                                |
| Zaharija Pribislavljević | 921-924         | Figlio di Pribislavo. Una volta sconfitto Pavle, tradì Simeone I di Bulgaria rialleandosi coi Bizantini. Sconfisse una prima armata bulgara nel 923 spedendo due teste di generali a Costantinopoli come trofeo. Nel 924 fu sconfitto da una seconda armata, più grande e guidata da Časlav Klonimirović, secondo cugino di Zaharija, e fuggì in Croazia. Simeone, anziché consegnare i territori serbi a Časlav, lo fece arrestare e li annesse direttamente alla Bulgaria |
| Annessione al primo Impero bulgaro (924-927) |                 | |
| Časlav Klonimirović | 927-960         | Figlio di Klonimir. Sconfisse Zaharija nel 924, ma fu subito imprigionato da Simeone I di Bulgaria che annesse i territori serbi. Tornò e riuscì a organizzare una rivolta contro il dominio bulgaro, unendo gli stati della Rascia, Bosnia, Doclea, Zaclumia, Travunia e Pagania in un'unica entità statale. Sconfisse i Magiari ma più tardi cadde in un loro attentato. Suo genero Tihomir riuscì a tenere la Rascia                                                     |
| Annessione all'impero bizantino (Catapanato di Ras) (969–976), governato da uno stratego. Il gran principato dei Serbi rinacque attraverso i principi della Doclea |                 | |

## Principi e Gran principi degli stati serbi

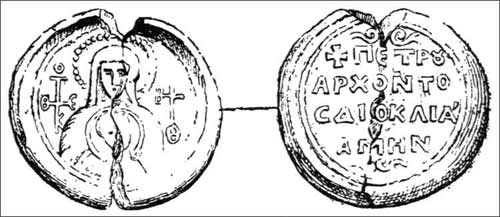
Sigillo recante la scritta Peter, arconte della Doclea, Amen della fine del X secolo o inizio dell'XI secolo. Oltre al sigillo non vi sono altre menzioni che attestino l'esistenza di questo Peter, eccetto forse nella Cronaca del Prete di Doclea che cita brevemente un nome simile

Nel Medioevo, il territorio in cui si erano insediati di Serbi si suddivideva in sei stati, detti "župa". Solo chi era a capo del più potente e che riusciva ad assoggettare gli altri poteva essere chiamato gran zupano, o gran principe.
- Rascia (Raška)
- Bosnia (Bosna)
- Doclea/Zeta
- Zaclumia (Zahumlje/Hum)
- Travunia (Travunja, Trabounia)
- Pagania (Paganija, Neretva, Narenta)

### Principi di Doclea
- Stefano Vojislav 1040-1052
- Mihailo Vojisavljević 1052-1077 Gran Principe e 1077-1081 Re
- Constantino Bodin 1081-1101
- Dobroslav e Mihailo II Vojisavljević, intorno al 1101
- Kočapar negli anni 1101-1114
- Vladimir negli anni 1101-1114
- Đorđe Vojisavljević 1114-1118 e 1125-1131

### Principi di Raška
| Gran Principi di Raška. |           |                                                         |
| Urošević                |           |                                                         |
| Nome                    | Regno     | Note                                                    |
| Vukan                   | 1080-1114 |                                                         |
| Uroš I                  | 1118-1140 |                                                         |
| Uroš II                 | 1140-1161 |                                                         |
| Desa                    | 1161-1165 |                                                         |
| Tihomir Zavidović       | 1161-1165 | Figlio di Zavida Vukanović, fratello di Stefano Nemanja |

| Gran Principi di Raška. |          |           |                                   |
| Nemanjić                |          |           |                                   |
| Nome                    | Immagine | Regno     | Note                              |
| Stefano Nemanja         |          | 1166–1199 |                                   |
| Stefano Prvovenčani     |          | 1199–1217 | Secondo figlio di Stefano Nemanja |

## Sovrani della Serbia medievale
| Re dei Serbi.                             |          |           |                                     |
| Nemanjić                                  |          |           |                                     |
| Nome                                      | Immagine | Regno     | Note                                |
| Stefano Prvovenčani                       |          | 1217–1228 | Secondo figlio di Stefano Nemanja   |
| Stefano Radoslav                          |          | 1228–1234 | Figlio di Stefano Prvovenčani       |
| Stefano Vladislav I                       |          | 1234–1243 | Figlio di Stefano Prvovenčani       |
| Stefano Uroš I                            |          | 1243–1276 | Figlio di Stefano Prvovenčani       |
| Stefano II Dragutin                       |          | 1276–1282 | Figlio di Stefano Uroš I            |
| Stefano Uroš II Milutin                   |          | 1282–1321 | Figlio di Stefano Uroš I            |
| Stefano Uroš III Dečanski                 |          | 1321–1331 | Figlio di Stefano Uroš II Milutin   |
| Stefano Uroš IV Dušan                     |          | 1331–1346 | Figlio di Stefano Uroš III Dečanski |
| Imperatore dei Serbi e dei Romani .       |          |           |                                     |
| Nemanjić                                  |          |           |                                     |
| Nome                                      | Immagine | Regno     | Note                                |
| Stefano Uroš IV Dušan                     |          | 1346–1355 | Figlio di Stefano Uroš III Dečanski |
| Stefano Uroš V                            |          | 1355–1371 | Figlio di Stefano Uroš IV Dušan     |
| Principi/Despoti del Despotato di Serbia. |          |           |                                     |
| Lazarević                                 |          |           |                                     |
| Nome                                      | Immagine | Regno     | Note                                |
| Lazar I Hrebljanović                      |          | 1371–1389 |                                     |
| Stefano III Lazaro                        |          | 1389–1427 | Figlio di Lazar I Hrebeljanović     |
| Branković                                 |          |           |                                     |
| Nome                                      | Immagine | Regno     | Note                                |
| Đurađ I Branković                         |          | 1427–1456 | Nipote di Lazar I Hrebeljanović     |
| Lazar II Branković                        |          | 1456–1458 | Figlio di Đurađ I Branković         |
| Stefan III Branković                      |          | 1458–1459 | Figlio di Đurađ I Branković         |
| Kotromanić                                |          |           |                                     |
| Nome                                      | Immagine | Regno     | Note                                |
| Stefano IV Tomašević                      |          | 1459      |                                     |

Nel 1459 il Despotato di Serbia venne annesso all'Impero ottomano.

## Serbia moderna

### Principato di Serbia
| Sovrani del Principato di Serbia Dal 15 febbraio 1804 al 6 marzo 1882 |          |           | |
| Karađorđević                                                          |          |           | |
| Karađorđe Petrović                                                    |          | 1804–1813 | Capo della prima rivolta serba contro gli ottomani, il titolo di Principe gli fu tolto dal Sultano nel 1813, che lo concesse a Miloš Obrenović |
| Obrenović                                                             |          |           | |
| Miloš Obrenović I                                                     |          | 1815–1839 | |
| Milan Obrenović II                                                    |          | 1839      | Figlio di Miloš Obrenović I |
| Mihailo Obrenović III                                                 |          | 1839–1842 | Figlio di Miloš Obrenović I |
| Karađorđević                                                          |          |           | |
| Nome                                                                  | Immagine | Regno     | Note |
| Aleksandar Karađorđević                                               |          | 1842–1858 | Figlio di Karađorđe Petrović |
| Obrenović                                                             |          |           | |
| Nome                                                                  | Immagine | Regno     | Note |
| Miloš Obrenović I                                                     |          | 1858–1860 | |
| Mihailo Obrenović III                                                 |          | 1860–1868 | |
| Milan Obrenović IV                                                    |          | 1868–1882 | Nipote di Miloš Obrenović |

### Regno di Serbia
| Sovrani del Regno di Serbia Proclamato il 6 marzo 1882 |          |           |                                                                                                 |
| Obrenović                                              |          |           |                                                                                                 |
| Nome                                                   | Immagine | Regno     | Note                                                                                            |
| Milan Obrenović I                                      |          | 1882–1889 |                                                                                                 |
| Alessandro I                                           |          | 1889–1903 | Assassinato a seguito del colpo di stato del maggio 1903                                        |
| Karađorđević                                           |          |           |                                                                                                 |
| Nome                                                   | Immagine | Regno     | Note                                                                                            |
| Pietro I                                               |          | 1903–1918 | Figlio di Aleksandar Karađorđević ed eletto re di Serbia dopo il colpo di stato del maggio 1903 |

### Regno dei Serbi, Croati e Sloveni
| Sovrani del Regno dei Serbi, Croati e Sloveni Proclamato il 1º dicembre 1918 |          |           |                    |
| Karađorđević                                                                 |          |           |                    |
| Nome                                                                         | Immagine | Regno     | Note               |
| Pietro I                                                                     |          | 1918–1921 |                    |
| Alessandro I                                                                 |          | 1921–1929 | Figlio di Pietro I |

### Regno di Jugoslavia
| Sovrani del Regno di Jugoslavia Assunse tale denominazione il 6 gennaio 1929 e sopravvisse fino alla nascita della Repubblica Socialista Federale di Jugoslavia il 29 novembre 1945 |          |           | |
| Karađorđević |          |           | |
| Nome | Immagine | Regno     | Note |
| Alessandro I |          | 1929–1934 | Assassinato a Marsiglia nel 1934 da un terrorista bulgaro legato al movimento croato di estrema destra Ustascia |
| Pietro II |          | 1934–1945 | Figlio di Alessandro I; dal 1934 al 1941 governò sotto la reggenza del principe Paolo                           |